# Anaglyptus irenae
Anaglyptus irenae là một loài bọ cánh cứng trong họ Cerambycidae.